# غواصة يو بي-22
يو بي-21 غواصة ألمانية من فئة يو بي2 خدمت في البحرية الإمبراطورية الألمانية خلال الحرب العالمية الأولى. تم طلب الغواصة في 30 أبريل 1915 وأطلقت في 9 أكتوبر 1915. تم تكليفها في البحرية الإمبراطورية الألمانية في 2 مارس 1915 باسم يو بي-22. أغرقت الغواصة 29 سفينة في 18 دورية ليصبح المجموع 202424 طن إجمالي .